# François Dulot
François Dulot (* um 1480 in Saint-Omer; † nach 1535) war ein französischer Komponist des 16. Jahrhunderts.

## Leben und Werk
Seit 1514 wirkte François Dulot als Meister der Chorknaben an der Kathedrale von Amiens. Von 1523 bis 1531 wirkte er in der Nachfolge von Jean Lefrançois († Oktober 1522) als Kapellmeister an der Kathedrale von Rouen. Er wurde im Januar 1531 entlassen, offenbar weil er seine Pflichten nicht ordnungsgemäß erfüllt hatte. Seine Nachfolger wurde Guillaume Leroy. Bekannt sind insbesondere von François Dulot vierstimmige Chansons (1529–1535), ein vierstimmiges Magnificat und eine vierstimmige Motette (letztere beiden 1534 in Sammeldrucken erschienen). Zu wenige von Dulots Kompositionen sind erhalten, um wirklich Rückschlüsse auf seinen Stil ziehen zu können.
Über seine weitere Tätigkeit und den Ort seines Todes nach 1535 gibt es keine Informationen.